# Paz Vega
María de la Paz Campos Trigos (sinh ngày 2 tháng 1 năm 1976), thường được biết nhiều hơn với tên gọi Paz Vega (tiếng Tây Ban Nha: [paθˈβeɣa]), là một nữ diễn viên người Tây Ban Nha. Cô từng tham gia diễn xuất trong một số bộ phim bao gồm Sex and Lucia (2001), Spanglish (2004), 10 Items or Less (2006), All Roads Lead to Rome (2015), Acts of Vengeance (2017) và Rambo: Last Blood (2019). Năm 2019, cô đóng vai Catalina Creel trong Cuna de lobos được làm lại từ một bộ phim cùng tên năm 1986.

## Đầu đời
Vega sinh ra tại Seville, Tây Ban Nha. Cha của cô là một cựu vận động viên đấu bò còn mẹ cô là một bà nội trợ. Em gái của Vega là một vũ công flamenco. Vega đã mô tả rằng gia đình của cô có "truyền thống" theo đạo Công giáo. Cô lấy nghệ danh Vega từ bà của mình. Cô quyết định trở thành một nữ diễn viên sau khi tham dự buổi biểu diễn vở kịch của Federico García Lorca, La casa de Bernarda Alba, khi cô 16 tuổi.

## Sự nghiệp điện ảnh

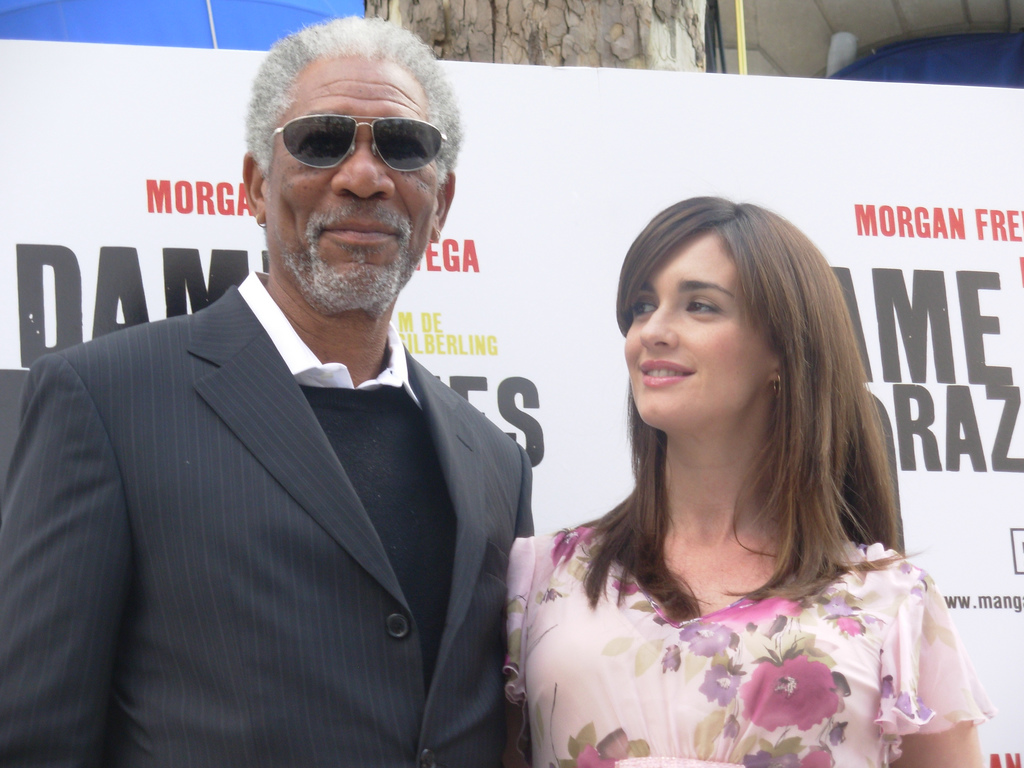
Vega và nam diễn viên Morgan Freeman tại buổi ra mắt phim 10 Items or Less ở Madrid

Năm 2019, cô đóng vai Carmen Delgado - một nhà báo tự do người Mexico trong phần thứ năm của bộ phim hành động Rambo cùng nam diễn viên Sylvester Stallone.

## Đời tư
Vega kết hôn với chồng người Venezuela Orson Salazar vào năm 2002. Họ có ba người con, một cậu con trai sinh vào ngày 2 tháng 5 năm 2007. Đứa con thứ hai của họ, là một cô con gái, được sinh vào tháng 7 năm 2009. Con thứ ba của họ, một cậu con trai khác, chào đời vào tháng 8 năm 2010.

## Phim đã tham gia

### Phim

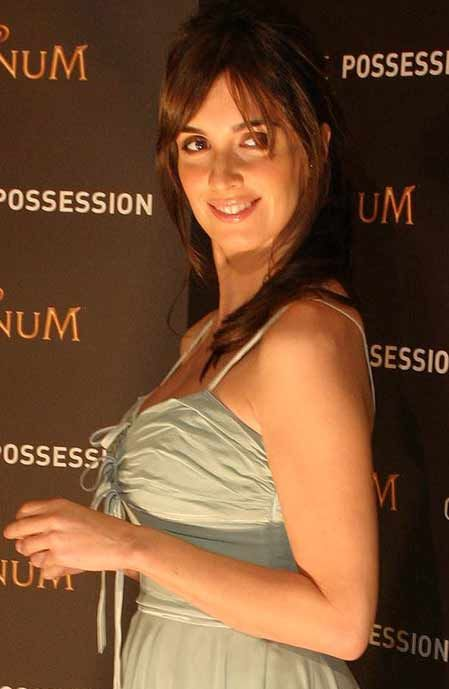
Vega năm 2006

| Năm  | Tên phim                           | Vai diễn             | Ghi chú    |
| ---- | ---------------------------------- | -------------------- | ---------- |
| 1998 | Perdón, perdón                     | María                | Phim ngắn  |
| 1999 | Zapping                            | Elvira               |            |
| 1999 | I Will Survive                     | Azafata              |            |
| 1999 | Nobody Knows Anybody               | Ariadna              |            |
| 2001 | Sex and Lucía                      | Lucía                |            |
| 2001 | Sólo mía                           | Ángela               |            |
| 2002 | Talk to Her                        | Amparo               |            |
| 2002 | The Other Side of the Bed          | Sonia                |            |
| 2002 | Novo                               | Isabelle             |            |
| 2003 | Carmen                             | Carmen               |            |
| 2004 | Di que sí                          | Estrella Cuevas      |            |
| 2004 | Spanglish                          | Flor                 |            |
| 2006 | 10 Items or Less                   | Scarlet              |            |
| 2006 | The Borgia                         | Caterina Sforza      |            |
| 2006 | Fade to Black                      | Lea Padovani         |            |
| 2007 | The Lark Farm                      | Nunik                |            |
| 2007 | Theresa: The Body of Christ        | Teresa               |            |
| 2008 | The Human Contract                 | Michael              |            |
| 2008 | The Spirit                         | Plaster of Paris     |            |
| 2009 | Not Forgotten                      | Amaya                |            |
| 2009 | The Six Wives of Henry Lefay       | Verónica             |            |
| 2009 | Triage                             | Elena Morales        |            |
| 2010 | Burning Palms                      | Blanca Juárez        |            |
| 2010 | Thiên thần của quỷ                 | Antonella D'Agostino |            |
| 2011 | Sát thủ mèo hoang                  | Catalina Rona        |            |
| 2012 | Madagascar 3: Europe's Most Wanted | Horses               | Lồng tiếng |
| 2013 | I'm So Excited!                    | Alba                 |            |
| 2013 | Demon Inside                       | Marta                |            |
| 2014 | Grace of Monaco                    | María Callas         |            |
| 2014 | Paulo Coelho's Best Story          | Luiza                |            |
| 2014 | Kill the Messenger                 | Coral Baca           |            |
| 2014 | The Ignorance of Blood             | Consuelo             |            |
| 2015 | All Roads Lead to Rome             | Giulia Carni         |            |
| 2016 | Tales of an Immoral Couple         | Loles                |            |
| 2017 | Acts of Vengeance                  | Alma                 |            |
| 2018 | The Bra                            | Daria                |            |
| 2019 | ¡Ay, mi madre!                     | Pili                 |            |
| 2019 | Rambo V                            | Carmen Delgado       |            |

## Giải thưởng và đề cử
Premios Goya

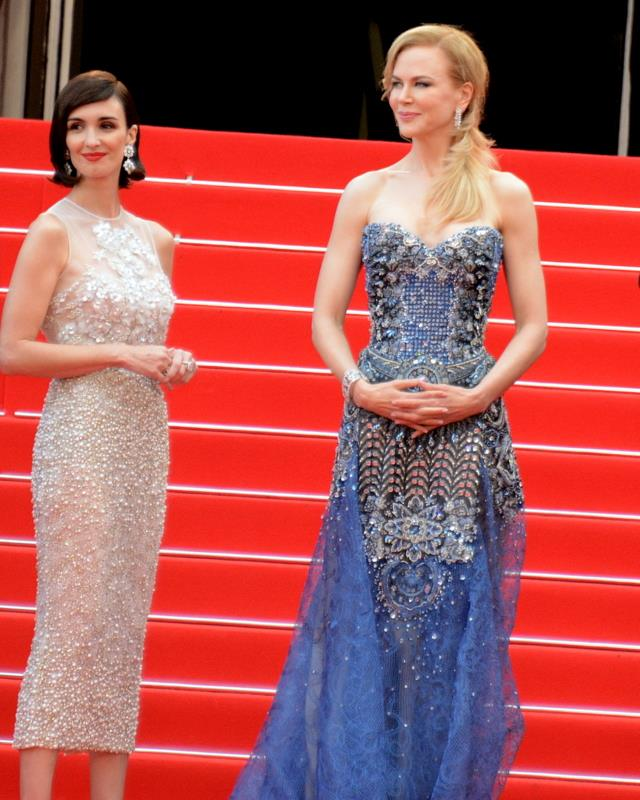
Vega và Nicole Kidman tại Liên hoan phim Cannes 2014

- 2001, Nữ diễn viên chính xuất sắc nhất, Sólo mía, NOMINATION
- 2001, Giải Goya cho nữ diễn viên triển vọng nhất, Lucía y el sexo, WON

Premios Unión de Actores
- 2001, Giải Unión de Actores cho nữ diễn viên chính xuất sắc nhất | Nữ diễn viên chính xuất sắc nhất trong vai chính, Sólo mía, NOMINATION
- 2001, Diễn xuất nữ diễn viên đột phá xuất sắc nhất Premio Unión de Actores | Diễn xuất nữ diễn viên đột phá xuất sắc nhất, Lucía y el sexo, NOMINATION

Anexo
Fotogramas de Plata | Fotogramas de Plata
- 2003, Nữ diễn viên chính xuất sắc nhất, Carmen, NOMINATION
- 2002, Nữ diễn viên chính xuất sắc nhất, El otro lado de la cama, NOMINATION
- 2001, Nữ diễn viên chính xuất sắc nhất, Lucía y el sexo và Sólo mía, NOMINATION

Giải thưởng Châu Âu
- 2003, Người xem trao giải nữ diễn viên chính xuất sắc nhất, Carmen, Đề cử

Liên hoan phim Cannes
- 2001, Màn trình diễn đột phá xuất sắc nhất của Trofeo Chopard, Lucía y el sexo, WON

Imagen Foundation
- 2004, Nữ diễn viên chính xuất sắc nhất, Spanglish, WON

Hiệp hội phê bình phim Phoenix
- 2004, Hiệu suất đột phá tốt nhất, Spanglish, WON

Círculo de Escritores Cinematográficos
- 2001, Nữ diễn viên chính xuất sắc nhất, Sólo mía, WON

Giải thưởng Sant Jordi
- 2001, Đạo diễn xuất sắc nhất của Tây Ban Nha, Lucía y el sexo và Sólo mía, WON

Giải thưởng Ondas
- 2001, Nữ diễn viên chính xuất sắc nhất, Lucía y el sexo, WON